# 范徐麗泰
范徐麗泰，大紫荊勳賢，GBS，CBE，JP（1945年9月20日—），本名徐麗泰，前稱徐靜麗，原籍浙江省寧波，英屬香港長大，香港建制派政治人物，曾任港區全國人大代表及全國人大常委會委員，首任香港立法會主席。現任香港特別行政區候選人資格審查委員會非官守委員。
范徐麗泰早年在香港理工學院工作，1983年起獲委任為立法局議員，1989年起兼任行政局議員，任內曾關注香港教育和越南船民問題等事務。范徐麗泰在1992年與最後一任總督彭定康意見不合，在當年10月辭任所有公職，到1993年，范徐麗泰轉投親共陣營，先後擔任香港特別行政區籌備委員會預備工作委員會委員，及香港特別行政區籌備委員會委員等職，由親「英」變成親「中」。
范徐麗泰於1997年至2008年先後擔任臨時立法會及立法會主席；自2005年至2008年在香港大學民意調查中，連續為支持度最高的立法會議員。

## 生平

### 早年
范徐麗泰祖籍浙江省寧波，1945年9月20日生於上海，父親徐大統（1909年－1982年）為「上海紙業大王」，父親徐大統與青幫首領有密切關係，其父是青幫人物杜月笙的得意門生及得力助手，亦是幫會組織恒社成員之一，幫助過國民黨，從上海跟隨杜月笙到香港做事。她的名字「麗泰」取自美國1940年代荷里活著名女星麗泰·海華斯，她在家中排行第三，有一位兄長和姐姐，分別比她年長九歲和八歲，但極少聯絡。受戰亂影響，范徐麗泰於1949年隨父舉家遷到香港定居。
范徐麗泰幼年受教於家庭教師，後在1952年入讀聖士提反女子中學附屬小學，並於1964年在般含道聖士提反女校預科畢業。畢業後，范徐麗泰入讀香港大學理學院，後在1967年以理學士身份畢業。自1969年至1971年，她進而修讀了香港大學人事管理文憑，又自1970年至1973年修讀香港大學社會科學碩士，主修心理學。取得碩士資格以後，她又成為了英國心理學會會員和香港心理學會會員。
取得碩士學位後，范徐麗泰在1974年加入香港理工學院（今香港理工大學）出任學生輔導處主任，至1979年升任該處處長。後在1987年，范徐麗泰再度獲擢升為理工學院助理院長，到1990年因為獲委任為教育統籌委員會主席，為免利益衝突而離開理工學院。

### 殖民地時期
在1983年夏天，范徐麗泰獲港督尤德爵士委任為立法局非官守議員，至1985年立法局引入功能組別議席後，范徐麗泰繼續以委任議員身份獲得留任。任內，她出任了多項公職，當中包括公民教育委員會主席、兩局議員公共關係小組召集人、兩局議員稅務小組副召集人、香港工業邨公司副總經理和紀律部隊薪酬及服務條件檢討委員會委員等職。至1989年，范徐麗泰復獲港督衛奕信爵士委入行政局，兼任非官守議員，至1991年選舉再一次連任立法局委任議員。

#### 香港前途
范徐麗泰獲委任立法局議員之時，適逢中、英兩國正就香港前途問題展開談判，至1983年12月，由於連番談判失利，英方在得到行政局議員同意下，秘密決定放棄爭取在1997年以後繼續對香港作出管治。在當年12月16日，尤德爵士親自到兩局議員辦事處向立法局議員首次透露有關決定，當時引起立法局議員極大震盪，不少議員對英國將於1997年撤離香港表示不能接受，其中，范徐麗泰與另一位立法局議員張鑑泉更因此低頭落淚。
未幾在1984年3月14日，立法局首席非官守議員羅保爵士在議會提出羅保動議，表示「任何有關香港前途之建議，在未達成最後協定前，必須在立法局辯論」。當時范徐麗泰亦有發言，並對動議加以支持。

#### 越南船民
她曾對越南船民問題十分關注，並曾自1986年至1988年出任立法局議員研究越南難民問題小組召集人，以及自1990年至1992年擔任兩局議員保安小組召集人。任內，她積極反對香港繼續實行「第一收容港」政策，並要求英國政府增收越南船民。另一方面，她又多次出遊歐、美等地，游說各國准許香港及早落實「強迫遣返」政策。
幾經遊說下，港府終在1988年6月16日開始實施「甄別政策」，把政治難民分為「難民」，經濟移民等非難民則分為「船民」，而凡是因經濟問題而進入香港的越南船民，將被視作非法入境，不能被轉送到第三國，並會被遣返越南。然而，為了使越南政府同意收容船民，她更曾聯同林貝聿嘉及楊孝華前往越南，游說遣返之事，最後成功促使港府在1991年10月落實推行「有秩序遣返計劃」。

#### 教育事務
在教育事務上，有見於她曾長年在專上學院工作，所以她在行政、立法兩局供職期間亦主理了教育事務，並曾在1986年至1989年出任教育委員會主席，任內有份遊說香港中文大學由「四年制」改為「三年制」，以及支持推動中學直接資助計劃。自1990年至1992年，她改任教育統籌委員會主席一職。
擔任教統會主席任內，她曾分別在1991年和1992年發表《第四號報告書》和《第五號報告書》，當中除了落實大幅增建大學，以及增加大學學位外，並計劃在1994年以後，讓全港百分之18的適年齡青年入讀大學，以作為六四事件後，港督衛奕信爵士用作穩定人心的施政之一。此外，有關「母語教學」的政策方針，也首次寫入《報告書》內。
范徐麗泰2016年3月接受《大公報》專訪時回顧當年教育工作，透露最遺憾甚至歉疚的是未能詳述和落實母語教學，同時認為政策的推行必須長時間持續跟進才有切實成效。

#### 辭去公職

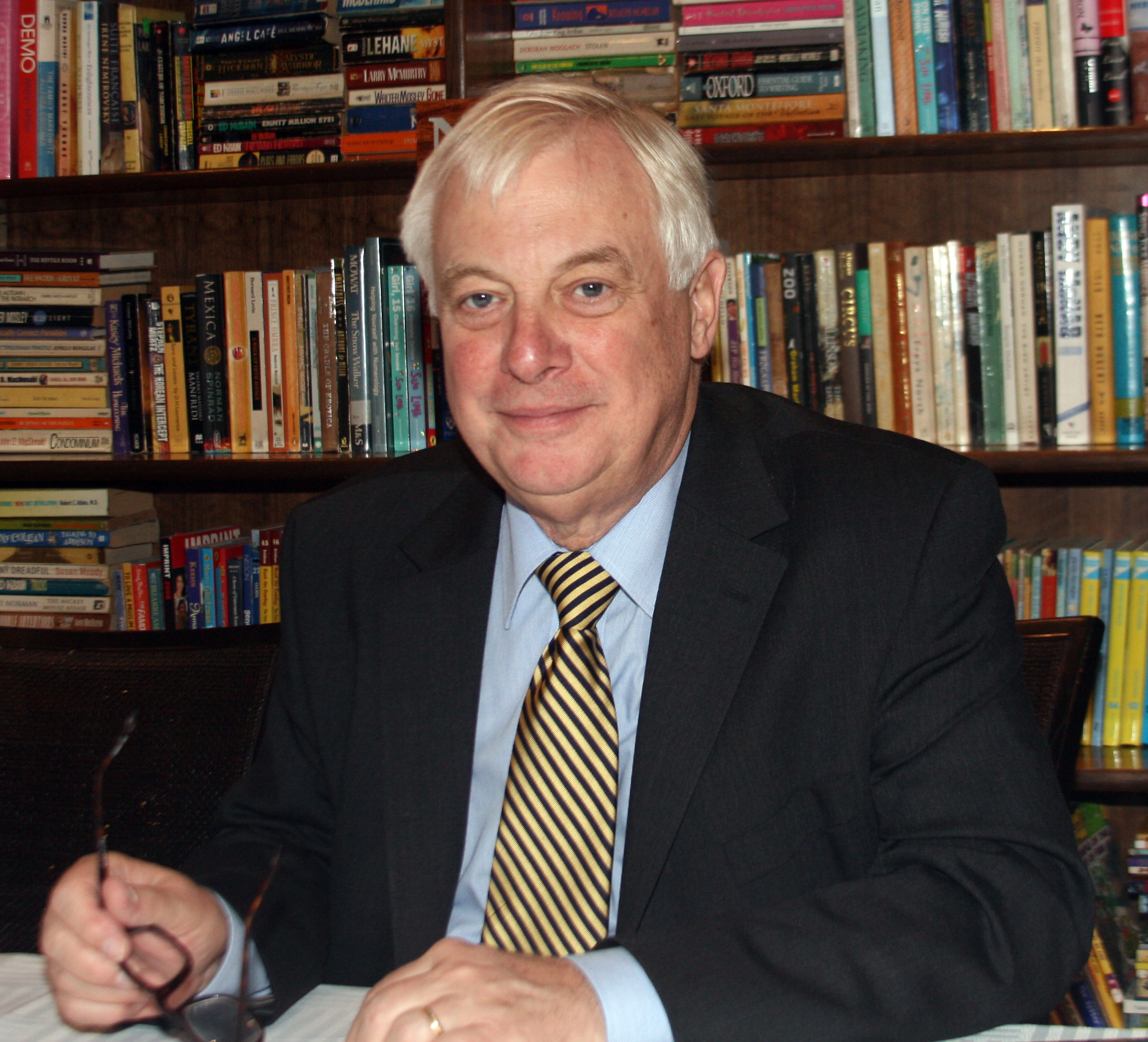
范徐麗泰與港督彭定康意見不合，成為辭職的一大原因。

在1992年7月，第28任港督彭定康抵港履新。由於彭定康計劃在任內推行連串政改，而衛奕信勳爵留下的行政局班子大多支持對華行妥協路線，因此他甫上任就以英國憲政傳統為理由，在7月13日着以鄧蓮如女男爵為首的行政局非官守議員提出總辭，當中范徐麗泰亦包括在內。
彭定康在辭退所有行政局非官守議員的同時，原本希望范徐麗泰能繼續留任立法局議員，以體現「兩局分家」精神。可是范徐麗泰本身卻對彭定康十分不滿。其時身為啟聯資源中心成員的她認為，彭定康計劃推出的連串政治改革，將會打亂尤德爵士和衛奕信勳爵所建構的穩定政局。結果范徐麗泰在同年10月7日於督憲府向彭定康提出辭任立法局議員，同時又辭任所有公職，結果引起媒體的廣泛報導。

#### 受聘私人公司
辭任所有公職以後，她曾短暫離開政壇一段時間，但未幾就連番引起爭議。在1993年，她獲本地商人楊受成聘到英皇集團出任總經理，但由於楊受成曾牽涉一些刑案，故其在英皇集團的工作曾引起輿論質疑。到1994年，范徐麗泰復以照顧女兒為理由，辭去英皇集團的工作。

#### 轉投陣營及爭議
1993年，范徐麗泰高調地接受中華人民共和國任命為香港特別行政區籌備委員會預備工作委員會委員，由以往的親英陣營搖身一變，轉投親中陣營。在當時中、英雙方早已經因為彭定康的政改方案，陷入新一輪的角力之中，因此范徐麗泰的高調「轉軚」，使其民望劇跌，不少輿論更抨擊她是「變色龍」、「舊電池」、「香港江青」和「范婦人」（取「犯婦人」諧音）等等。
此後，不利她的言論接踵而來，在1994年9月，前廉政公署執行處副處長徐家傑於立法局供稱，指政府有一份《政治審查目標人物名單》，要廉政公署竊聽名單內的電話，其中范徐麗泰榜上有名。未幾，有美聯社記者還披露范徐麗泰的父親徐大統曾經與上海青幫有關係，並質疑范徐麗泰何來說服力出任預備工作委員會的社會及保安小組組長。
1995年，她進而獲中方委任為香港特別行政區籌備委員會委員，於1996年9月成為候選特首董建華的核心助選團成員，到1996年11月更進而獲委任為香港特別行政區第一屆政府推選委員會委員。

### 特區時期

#### 立法會主席
由於港督彭定康單方面實行「九五直選」，中方放棄原擬的立法局「直通車」方案，使殖民地的立法局議員不能全數過渡到1997年香港回歸以後。1996年，中方另立爐灶臨時立法會，其中范徐麗泰在同年12月獲委為臨立會議員，1997年1月25日第一次臨立會會議上當選主席，至1997年7月1日特區成立日，她帶領一眾臨立會議員宣誓。
1998年9月30日，臨時立法會亦解散，並在當年舉行了第一屆立法會選舉，結果范徐麗泰循選舉委員會功能界別當選第一屆立法會議員，同年7月2日以36票對24票擊敗黃宏發當選第一屆立法會主席。2000年再度循此功能界別連任議員並續任主席。2004年第三屆立法會選舉，由於選舉委員會的議席被全數取消，范徐麗泰遂決定參選地區直選議席，出選香港島選區，最後以65,661票成功當選並繼續出任立法會主席之職。

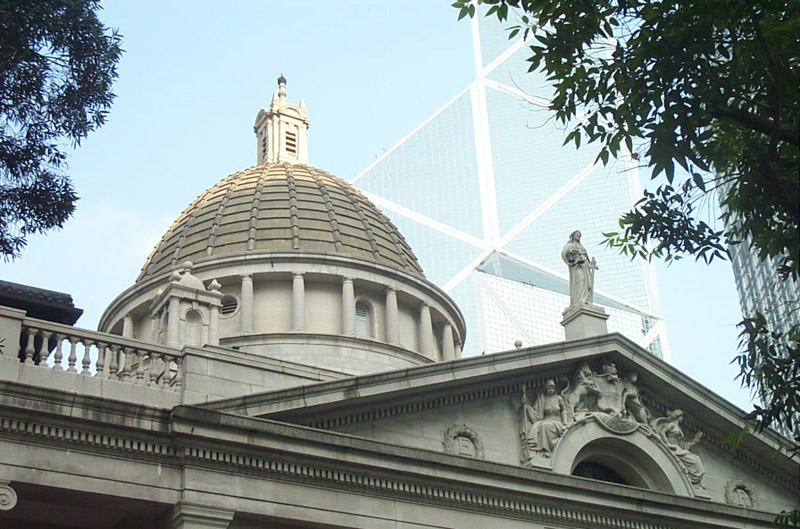
香港立法會大樓

在任立法會主席期間，范徐麗泰堅守中立，客觀公正，這一方面有機會讓她避開政治紛爭，另一方面也成功讓她重拾民心。而自2005年起，根據香港大學所作的民意調查，其民望更一直領先於其他立法會議員。可是，范徐麗泰同樣也有為人詬病的地方，例如在2005年1月，她就曾以立法會歷年來只曾為港督及中共領導人鄧小平等對香港起重要影響的逝世人物默哀為理由，否決在立法會公開為前國務院總理趙紫陽默哀，另外，她亦多次否決就六四事件提出動議辯論，結果引起不少非議。
2007年7月17日，范徐麗泰宣佈將不會參加2008年立法會選舉。2008年3月，范徐麗泰在第十一屆全國人民代表大會第一次會議上當選為常務委員會成員。為免角色衝突，她當選後向全國人大常委會請假，繼續擔任立法會主席，至同年9月正式卸任。

#### 港區全國人大代表
香港回歸後，范徐麗泰首次參選全國人大代表，並於1997年12月8日成功當選為第九屆全國人民代表大會香港區代表。其後分別於2002年12月3日獲連任第十屆全國人民代表大會香港區代表，2008年1月25日再獲連任第十一屆全國人民代表大會香港區代表。
2008年3月15日，范徐麗泰在第十一屆全國人民代表大會第一次會議上當選為常務委員會成員。由於全國人大常委會擁有對《基本法》的解釋權，為免與立法會主席的職務發生角色衝突，她當選後向人大常委會請假，繼續擔任立法會主席，直至同年7月中第三屆立法會會期結束為止。同年九月，其人大工作官方網頁（http://www.npcfan.hk）投入運作，是首個有工作官方網頁的人大代表。
2010年8月，范徐麗泰在北京出席全國人大常委會會議期間，發生馬尼拉前警員劫持香港旅行團事件，范太指香港不是主權國家，特首不能與菲律賓總統直接對話是外交慣例，並希望中央人民政府關注事件，及促請外交部要求菲律賓政府向香港人合理解釋及交代。
范徐麗泰在2011年5月表示兩個月後會表態是否參選下屆香港特首，引起傳媒廣泛報導，她事後澄清是在傳媒追問下「情非得已」回答，強調未決定會否參選。
2013年范徐麗泰参加第十二届人代会，会上决定周强为最高人民法院院长。尽管周强任湖南省委书记时发生李旺阳事件，范徐麗泰认为此事对周强当选无影响。

#### 2012年及2017年香港特別行政區行政長官選舉
2011年5月，前港區人大代表吳康民提出的「鐵三角論」，建議由范徐麗泰出任下屆行政長官，唐英年繼續擔任政務司司長，行會召集人梁振英出任財政司司長。
在同年7月9日，范徐麗泰宣佈正式開始考慮是否參選下屆特首，但對是否組閣則言之尚早。在9月10日，范徐麗泰表示自己是另一疑似行政長官參選人唐英年的支持者，並明示如果對方表態參選，她會放棄競逐。較早時，她也曾公開讚揚唐英年在政府打滾多年，行政經驗比自己優勝。10月3日，范徐麗泰在電台節目中表示，希望唐英年宣布參選下屆特首。但又稱如果唐英年的支持率不高於其他疑似候選人時，她自己不排除會參選。
同年，維基解密公開的美國駐港總領事電文中透露，范徐麗泰曾向美方人員稱，香港不需要官僚及商界人士做特首，香港的特首應由一名政治家出任。
范徐麗泰於同年10月7日出席中文大學座談會，被學生問及對「六四」的看法時，指六四是不幸事件，天安門母親運動發起人丁子霖發表公開聲明抗議范徐麗泰的發言；又指范徐麗泰罔顧事實，傷害六四亡靈和家屬。丁子霖要求范徐麗道歉，以及和天安門母親或她本人公開對話。丁子霖又批評范徐麗泰若對港人民情民意麻木不仁，沒有資格競選特首。
同年11月13日，范徐麗泰宣佈將不參選行政長官選舉，解釋是因為她自己年時已高，擔心特首工作繁重，無信心可以履行特首職責，而且家人不支持她爭取參選。被問到是否被北京勸退，她拒絕正面回應，只稱是個人決定。
2017年香港行政長官選舉中，范徐麗泰曾為林鄭月娥擔任競選辦資深顧問。

## 軼事

### 險些摔倒
2014年8月31日，范徐麗泰在北京出席人大常委會就2017年香港行政長官選舉所定出框架的會議後，離開人民大會堂時疑有所分神，差點摔下石階級，情況與1982年英國首相戴卓爾夫人在同一地點摔倒類似。

### 從未聞「名譽資深大律師」資格
2015年9月30日，信報引述陳文敏是於2003年獲委「名譽資深大律師」，是回歸以來首名，亦是香港近百名資深大律師中，唯一獲得此名銜的人。 全國人大常委范徐麗泰被問及此事時，她反問「名譽什麼？」她又問記者，「名譽資深大律師是什麼呢？名譽資深大律師是否大律師？」她認為，「要不就是大律師，要不就不是大律師」。

### 部分言論

#### 呼籲港人多包容內地旅客
2015年9月29日，范徐麗泰接受《大公報》及《文匯報》訪問時表示，雖然個別來自中國內地的旅客來港時或會有不文明舉動，但呼籲港人多包容，並稱「30年前的日本人也是這樣」。

#### 稱人大就立法會宣誓問題釋法不是干預香港司法獨立
2016年香港立法會宣誓風波中，范徐麗泰就全國人大常委會決定釋法向媒體表示，觸發釋法的始作俑者是兩位不當宣誓的議員（指梁頌恆及游蕙禎），強調人大就宣誓問題釋法並不是干預香港的司法獨立，認為搞獨立，在中國任何一處地方，都是叛國和分裂國家的嚴重行為。她又認為人大常委根本不熱衷釋法，但當一件事影響到國家統一、國土完整、國家安全及利益，便不能拖拉，必須果斷進行。她並認為基本法是香港憲制性文件及中國全國法律，人大常委有需要時須釋法，人大常委如果不採取果斷迅速行動，立法會亂局必將持續。。

#### 容許內地執法人員在港工作不會損害一國兩制
當局計劃於高鐵香港西九龍站內地口岸區實施一地兩檢，范徐麗泰表示，容許內地執法人員在港工作不會損害一國兩制。

#### 稱人大常委會對香港只有好意
2018年1月13日，時值全國人大常委會全票通過就高鐵香港西九龍站內地口岸區實施一地兩檢後不久，表決時在北京有出席會議（即有份投贊成票）的范徐麗泰表示自己在人大常委工作了10年，接觸很多來自北京和不同地方的常委，而「他們一直對香港都只有好意，絕對沒有惡意」，並指要相信人大不會做一些事傷害香港，而他們所做的決定對特區政府一定有利。她還說《基本法》是源自中华人民共和国宪法並由全国人民代表大会通過的「全國法律」，「不能因覺得香港實行普通法，便應該用普通法眼光來看」，而是「全國性法律解釋」。

#### 指部分人「妖魔化」國家和「反中」是時髦
范徐麗泰接受有線新聞訪問時，回應香港中聯辦主任王志民「中環（指特區政府）西環（指中聯辦）行埋一齊幾好」論，認為該等言論非要干預特區，因「特首和團隊在香港有管治角色，中聯辦則負責聯絡各界人士，中聯辦沒有能力亦談不上干預。兩者平起平坐，不存在西環治港。」她同時指社會上有些人「事事擔心」，如他們擔心「設內地口岸區後，去高鐵西九龍站，會被人捉去內地......這些人最擅長遊行、叫口號，嚇唬香港人，妖魔化我們國家，中聯辦就是他們妖魔化的對象之一。」她亦認為香港部分年輕人覺得「反中」是時髦，是因為教育出了問題。

#### 稱公投要全中國14億人公投
2018年1月底，香港眾志周庭參選3月舉行的立法會補選，惟被選舉主任裁定提名無效，參選資格遭取消。范徐麗泰在接受報章訪問時指香港眾志提倡「策動公投」在香港是不被容許和不可行，認為「香港是一個主權國家的地區，如果要公投，就要全中國14億人公投。」

#### 2018年修憲
2018年3月，中共中央向十三届全国人大提议修改宪法，其中包括删除国家主席和副主席的连任限制。范徐丽泰参加全国两会期间，接受美国之音采访时表示：“在这个宪法要是不改，这一届任期之后，（习近平）就不能再连任了。这对我们的发展并不是有利的。我们做这个事情是为了我们的国家。”当记者问道她是否认为现在中国没有人能代替习近平时，范徐丽泰回应道：“您可以告诉我谁是我们的领导，除了他以外，我紧紧的握着你的手，请您说良心话，有谁啊？”

## 個人和家庭
范徐麗泰在1974年7月14日與范尚德（1939年－2004年）結婚，從此冠上夫姓。范徐麗泰原本與范尚德的胞妹范尚霞是港大舊同學，兩人因此結識。范尚德為註冊會計師，由於他是廣東人，故范徐麗泰的母親曾對婚事表示反對。在婚後，范尚德在1977年合夥曹輝烈成立尚德會計師行，至2000年獲委任選舉委員會會計界代表。范氏夫婦以恩愛著稱，兩人育有一女一子，分別名范凌華和范駿華。
范家曾長年受疾病困擾，在1994年6月，范凌華在加拿大唸書時被診斷患上急性腎衰竭，范徐麗泰即辭去英皇集團的工作，前赴加拿大照顧女兒，後來在1995年，她更捐出左腎救女。在2001年，范徐麗泰又證實患上二期乳癌，結果動手術切去左邊乳房，而手術後，她仍然患有淋巴腺腫脹後遺症。
另外，范尚德曾在1980年代一次輸血手術中感染丙型肝炎，其後逐步發展為肝硬化及肝癌。雖然如此，范尚德仍然在2004年支持妻子，參與立法會競選活動。在2004年末，范尚德被送往北京協和醫院治理，儘管范徐麗泰要處理立法會事務，但她每逢星期三立法會會議完結後，都會立即前往北京照顧丈夫，至星期二才會返港，惟范尚德最後仍於2004年11月6日病逝北京。范徐麗泰對家人的支持和付出，以及其堅強面對的精神，獲得讚譽。
范徐麗泰於2002年起成為香港賽馬會會員，2005年出任馬會遴選會員，並在2008年9月4日獲選為香港賽馬會首位女董事，以填補郭勤功因退休而騰出的空缺，先後與兒子范駿華合夥擁有馬匹「另具一格」和「自成一格」。2015年，范徐麗泰因年滿70歲的關係，宣布退任香港賽馬會董事，並由楊紹信接替。她亦表示希望在2018年從人大常委退任後享受退休生活，沒有意願加入林鄭月娥政府。

## 榮譽

### 殊勳
- J.P. （1986年1月31日[79]）
- O.B.E. （1988年元旦[13]）
- C.B.E. （1992年女皇壽辰 [80]）
- G.B.S. （1998年[81]）
- G.B.M. （2007年[81]）

### 榮譽博士
- 中國政法大學法學名譽博士（2003年[12]）
- 香港城市大學榮譽社會科學博士（2005年[12]）
- 香港大學名譽社會科學博士（2009年）
- 香港理工大學榮譽社會科學博士（2009年）
- 香港公開大學榮譽社會科學博士（2016年）

## 外部連結
- 范徐麗泰網頁
- 明報刊登范太籲包容內地客不文明：30年前日本人都係咁（页面存档备份，存于）
- 信報刊登范徐麗泰回應陳文敏「名譽資深大律師」資格